# Армянская литература
Армя́нская литерату́ра — литература, созданная на армянском языке. Армянская литература посвящена национальной тематике, со временем в ней сложились собственные традиции стиля, образности и формы.
До появления письменности в Армении существовала развитая устная литература на которую опирались многие средневековые писатели. Самые ранние мифологизированные исторические сюжеты в них относятся к VII веку до н. э., в некоторых обнаруживается праиндоевропейский и урартский исторические пласты. Создание около 406 года армянского алфавита проповедником христианства Маштоцем стало краеугольным камнем дальнейшего сохранения национальной идентичности и самобытности. Первые оригинальные произведения появились в середине V века и довольно быстро стала развиваться многожанровая литература. Это столетие принято считать «золотым веком» армянской литературы. Доминирующим жанром долгое время оставалась историография, армянским авторам удалось формировать оригинальную интерпретацию истории, собственные национальные и религиозные идеалы. Агатангелос, Егише и Мовсес Хоренаци стали тремя крупнейшими представителями исторического жанра, оформившими армянскую историческую философию. После окончательного доктринального раскола с Византийской церковью в VI веке, Армянская церковь развивалась как совершенно отдельная ветвь христианского мира с собственными литературными традициями. Это событие породило также новые литературные жанры. В VII веке, после арабского завоевания Армении, появились более универсальные в географическом отношении исторические сочинения, а первым крупным историком этой новой эпохи принято считать Себеоса. В целом исторический жанр играл важную роль в описании и сохранении армянской идентичности. Параллельно развивающаяся поэзия первоначально носила религиозный характер, VII—VIII века — время её качественного подъёма. Новую эру в поэзии открыло творчество Комитаса Ахцеци. С VII столетия известны первые образцы светской поэзии и первый сборник оригинальных духовных стихотворений, а в VIII веке жили первые армянские поэты-женщины. Значительное развитие получает и богословская литература. Так, например, уже начале VII века был составлен первый сборник оригинальных церковно-полемических сочинений. Жанр представлен именами Езника Кохбаци, Иоанна Мандакуни, Вртанеса Керога и многими другими. В VIII—IX столетиях появляются целые сборники житейской литературы. В Раннем средневековье огромный размах получает переводная литература, переводы только грекофильской школы VI—VIII веков превышают 60 наименований, включая труды, сохранившиеся только на армянском языке.
Восстановление армянской монархии в 885 году стимулировало литературную деятельность как в среде элит, так и на народном уровне. К этому времени уже существовали все основные идееобразующие исторические сочинения и историософская модель летописцев нового поколения опиралась на классиков V века. Ключевыми фигурами «историографии эпохи Багратидов» стали Ованес Драсханакертци, Товма Арцруни, Степанос Таронеци и ряд других. После падения независимого царства в середине XI века начинается многовековой процесс массового исхода армян в разные регионы Азии и Европы. Первым значительным историком новой эпохи стал Аристакес Ластивертци. С начала XII века появляются также первые исторические сочинения в диаспоре. В X—XII веках значительный подъём переживает поэзия. Поэта Григора Нарекаци «Британская энциклопедия» называет главной литературной фигурой Армении X века. Светская поэзия получает существенное развитие в произведениях Нерсеса Шнорали. Богословская литература представлена именами Хосрова Андзеваци, Анании Нарекаци, Самуэла Камрджадзореци и другими. В XI—XII веках процветает и житейская литература. Появляются памятники светского права, в первую очередь это работы Мхитара Гоша и Давида Гандзакеци. С созданием в Киликии армянского государства культурная жизнь частично перемещается на юго-запад. Хотя этот период считается временем упадка переводной литературы, тем не менее сохранился ряд ценных переводных текстов.
Примерно с XIII столетия наблюдается расширение спектра затрагиваемых в литературе тем. Существует мнение, что с этого периода начинается постепенный переход от классической эпохи армянской цивилизации к современной. Наблюдается расцвет историографии, появляется целая плеяда видных историков, в первую очередь это были Киракос Гандзакеци, Вардан Аревелци и Степанос Орбелян. В XIV веке историописание вступает в эру упадка длившегося около три столетия. Развивается лишь жанр так называемых «мелких хроник». В XIII веке творчеством Ованеса Плуза Ерзнкаци и Костандина Ерзнкаци зарождается любовная лирика. В целом расширяется круг затрагиваемых в поэзии тем. Сохранился целый пласт светской поэзии жанра айрен. В XV—XVI веках формируется ашугская поэзия. Распространение получают исторические, лирические и иных форм плачи. Традиции художественной прозы находят продолжение в баснях Вардана Айгекци. Плеяду крупнейших богословов этого периода возглавляют Григор Татеваци и Ованес Воротнеци. Во многом жанр обретает более аналитические формы. XVI век, ввиду сложной политической ситуации на территории исторической Армении, стал наиболее неблагоприятным для развития литературы. Переводная литература переживает новый подъём в Киликии, на территории собственно Армении осуществляется большое количество переводов западноевропейской литературы.
С XVII века намечаются признаки преодоления культурного застоя, наблюдавшегося с XIV века. Появляется светская интеллигенция, культурная и социальная инфраструктуры. Оживляющее воздействие на литературу оказали также контакты с разными культурами в диаспоре. Крупнейшими авторами вновь активированной историографической традиции стали Аракел Даврижеци, Григор Даранагеци, Абраам Кретаци и другие. Происходит становление таких жанров, как путевые рассказы и мемуарный. Поэзию Раннего нового времени ряд специалистов делят на светскую, народно-гусанскую и религиозно-патриотическую. На новый уровень поднимается особенно светская лирика. Известными поэтами были Нагаш Овнатан, Багдасар Дпир и особенно Саят-Нова. Действуют несколько ашугских школ, продолжается традиция жанра пандухтских песен. Первая известная армянская драма появилась в XVII веке. XVIII век некоторыми источниками характеризуется как время интеллектуального возрождения. Для литературы этот период примечателен развитием политической тематики. Вновь активируется переводная литература, которая через книгопечатание распространяет новые знания среди народных масс, она играет важную роль для формирования новых жанров в армянской литературе.

#### Переводная литература

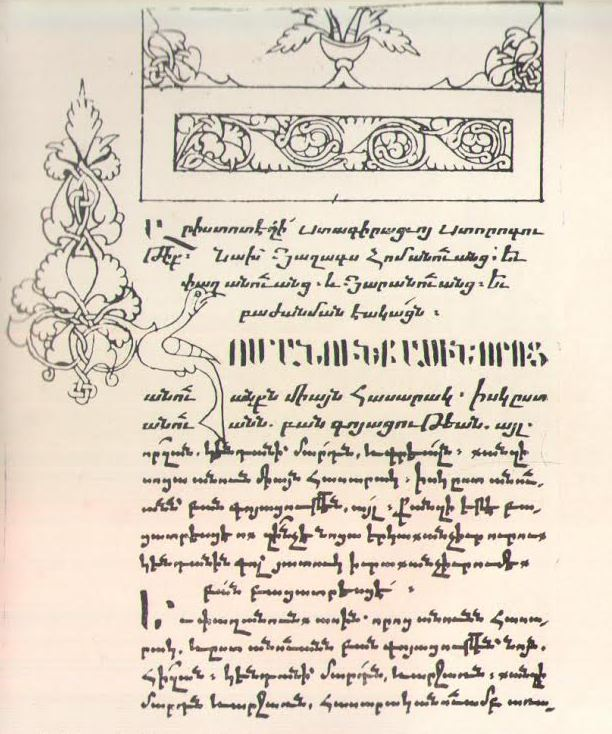
Перевод «Об истолковании» Аристотеля, 570-е годы

#### Историография

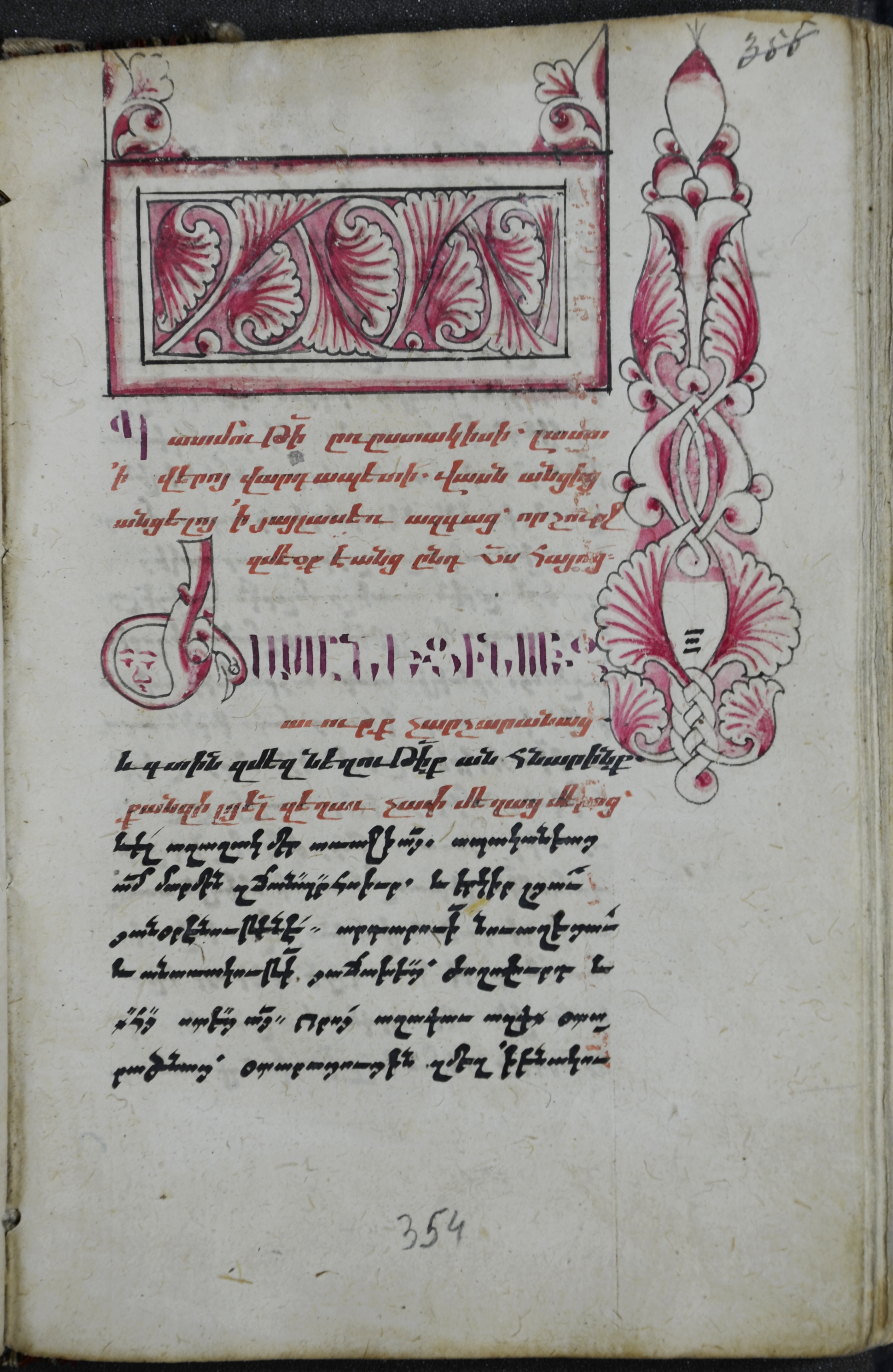
«Повествование о бедствиях армянского народа», переписанный в Ереване в 1658—1663 годы.

#### Поэзия

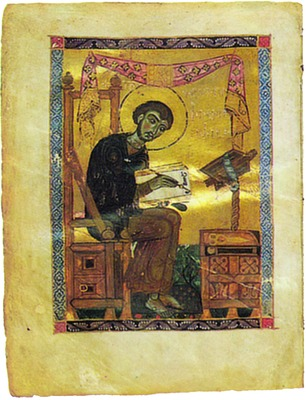
Григор Нарекаци (рукопись 1173 года)

#### Другие жанры

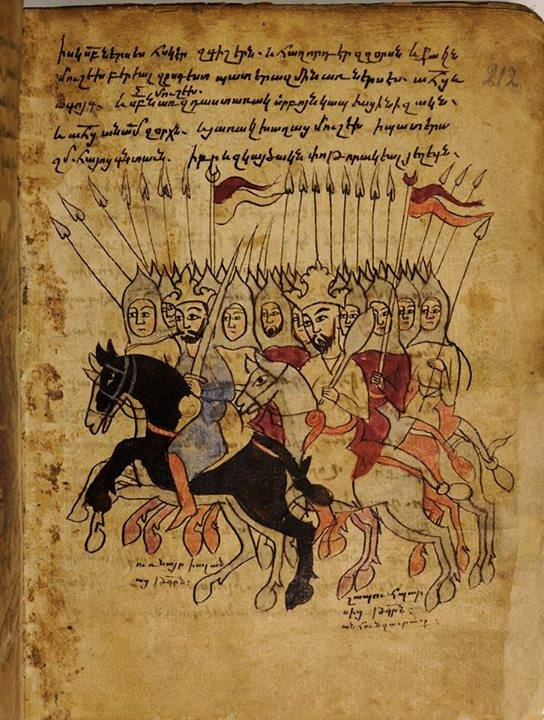
Рукопись «Истории жизни и смерти покойного святого Нерсеса Великого» Месропа Вайоцдзореци

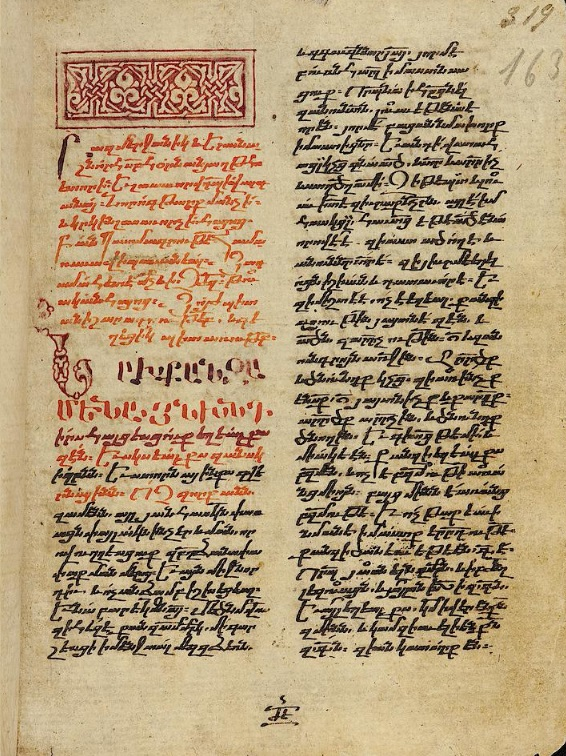
Страница из «Всеобщей истории» Вардана Аревелци, рукопись 1432 года

## Сообщения о домаштоцевской литературе

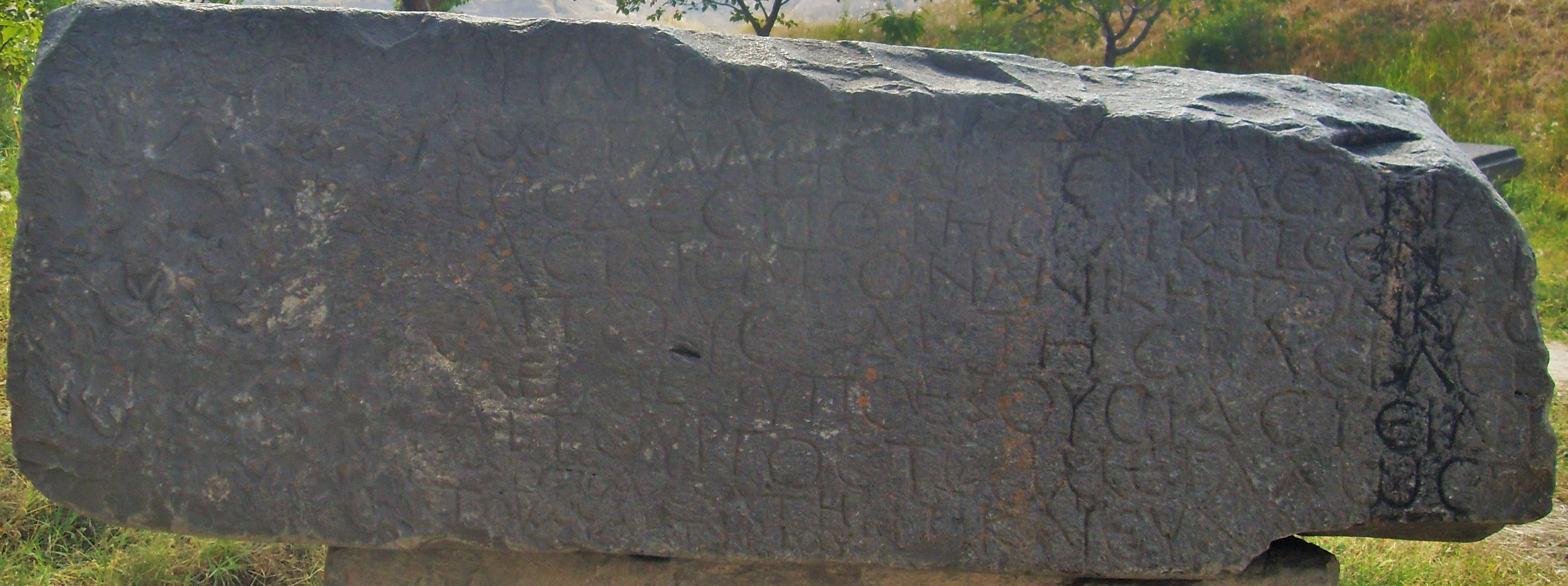
Греческая надпись из Гарни с армянским словом «тэр» — глава рода, владыка области, I век н. э.

Ряд античных и древнеармянских источников прямо либо косвенно сообщают о существовании армянской письменности и литературы до V века. К числу таких авторов относятся Филон Александрийский (I век), Филострат Старший (II—III века), Ипполит Римский (II—III века) и другие. В связи с этим уже в 30-е годы XIX века была выдвинута научная концепция домаштоцевской армянской письменности. Подобная дискуссия существовала и в средневековой армянской среде. В конце XIII века о дохристианской письменности прямо говорил Вардан Аревелци: «Существование армянских письмен, (оставшихся) от древности, было доказано во время царя Левона, когда в Киликии нашли монету, на которой армянскими буквами было изображено имя языческого царя Хайкида».
М. Дьяконов и О. Кудрявцев высказывали мнение, что ещё в III—I веках до н. э. у армян существовали особые тайнописи, которыми писались храмовые книги и летописи. Известно, например, имя жреца Олюмпа, храмовые истории которого во II—III веках Вардесан перевёл на сирийский язык. Концепцию письменности на армянском языке за несколько веков до н. э. поддерживал Н. Марр.  В. Брюсов писал о письменности у армян в первые четыре века нашей эры. Концепция была раскритикована Р. Ачаряном.

## Фольклор

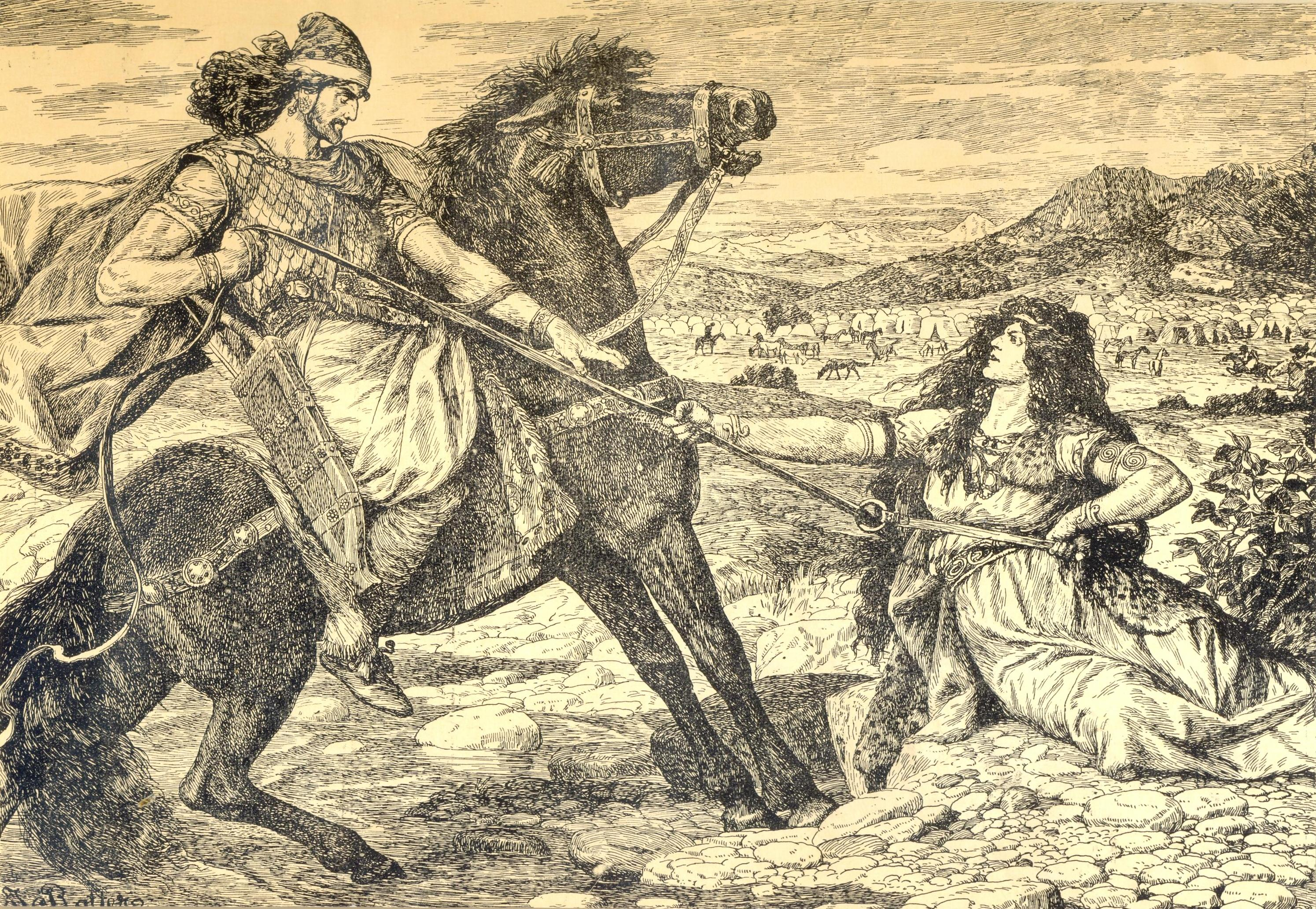
Арташес и Сатеник, худ. И. Роттер

До формирования армянской письменности существовала обширная устная литература, на которую опирались ещё первые армянские писатели. Некоторые образцы раннего фольклора были записаны и сохранились в трудах историков V—VIII веков. Древнейшие армянские легенды и мифы — сказания и песни об Айке, Араме, Аре Прекрасном, Торк Ангехе, Артавазде, Ваагне, Тигране и Аждааке, Ерванде и Ервазе. В «Тигране и Аждааке», где повествуется о временах II—I веков до н. э., появился первый женский персонаж. Наиболее ранние мифологизированные исторические сюжеты восходят к VII—II векам до н. э.. В некоторых фольклорных сюжетах можно обнаружить праиндоевропейский культурно-исторический пласт (например в песне «Рождение Ваагна»), другие же имеют отношение к урартскому прошлому (например существовавший в средневековых армянских песнях культ древа жизни). На протяжении средневековья, однако, церковь выступала против традиции народных певцов-сказителей — гусанов-менестрелей. Как писала Элизабет Редгейт, церковь всяческий препятствовало распространению устной дохристианской традиции, видя в этом угрозу для своей идеологии.
До нас дошло несколько армянских эпосов возникших в христианскую эпоху. Древнейший из них — «Персидская война», создан между III—V веками. В нём рассказывается о борьбе с Сасанидским Ираном. Части его записаны ещё в V веке. Эпос «Таронская война» впервые была записана в VII—VIII веках и повествует о событиях V века. Стихотворный эпос «Давид Сасунский» сложился в VII—X веках и является выражением социального и религиозного протеста против арабского гнёта. Он сохранил в себе некоторые отголоски дохристианского прошлого. К XIII—XIV векам восходят фольклорные творения более сентиментального характера. Первый сборник народных песен был составлен в 1620 году.

## Древний период
Древний период истории армянской литературы охватывает время с V по XVIII века включительно. Генрик Бахчинян делил историю древнеармянской литературы на четыре этапа: V—IX века, X—XII века, XIII—XVI века, XVII—XVIII века.

### Возникновение армянского письма

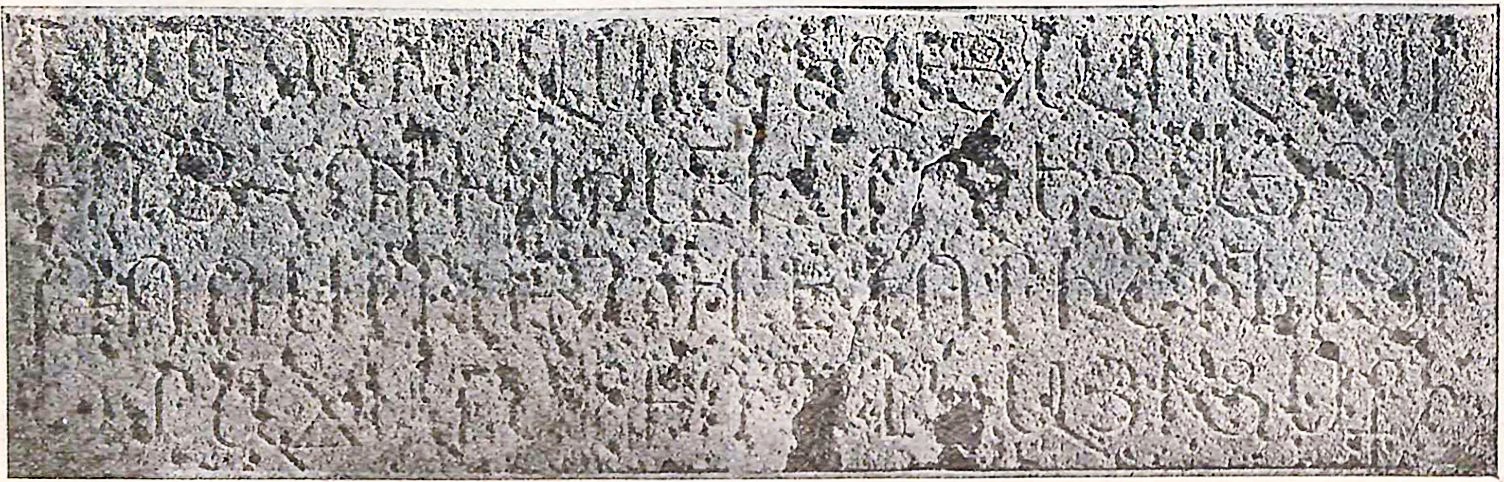
Надпись католикоса Комитаса Ахцеци на стене церкви св. Рипсимэ, 618 год, Армавирская область

Армянский язык относится к индоевропейской семье языков и выделяется в ней в особую ветвь.
В течение примерно столетия после принятия христианства армяне использовали греческий и сирийский текст Библии и других религиозных книг. Первоначально с целью перевода Библии и богослужебных книг около 406 года Месроп Маштоц создал армянский алфавит, тем самым став основоположником армянской литературы. Как отмечала энциклопедия «Ираника», «таким образом, идентичность и самобытность Армении были сохранены, и поглощение её византийской или иранской цивилизацией было исключено». По выражению Джеймса Рассела, на фоне сложных политических и религиозных процессов Маштоц и его соратники видели в письменности способ спасения нации от экзистенциального кризиса. На протяжении более 1600 лет армянский алфавит существует почти без изменений.

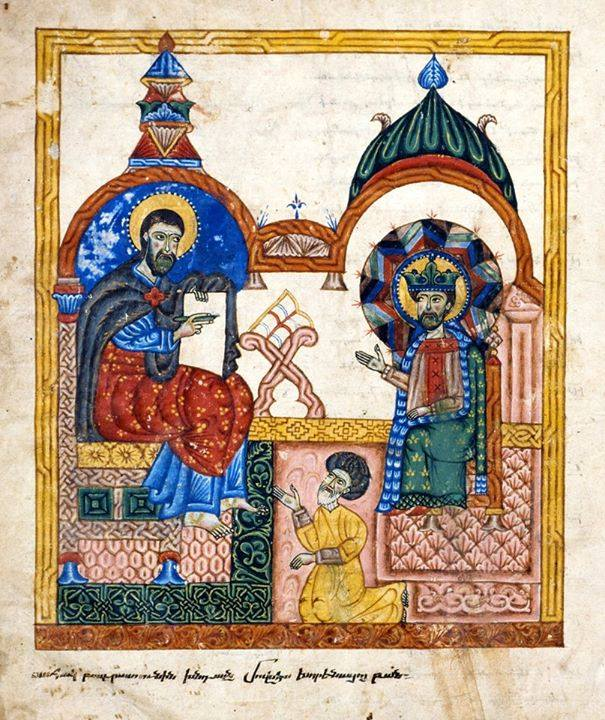
Мовсес Хоренаци и Саак Багратуни, рукопись XIV века

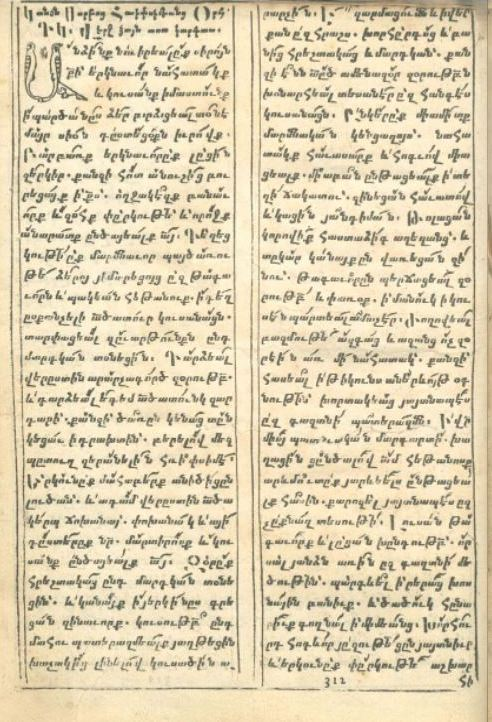
Страница из поэмы 618 года «Души, посвятившие себя» Комитаса Ахцеци, Амстердам, 1698 год

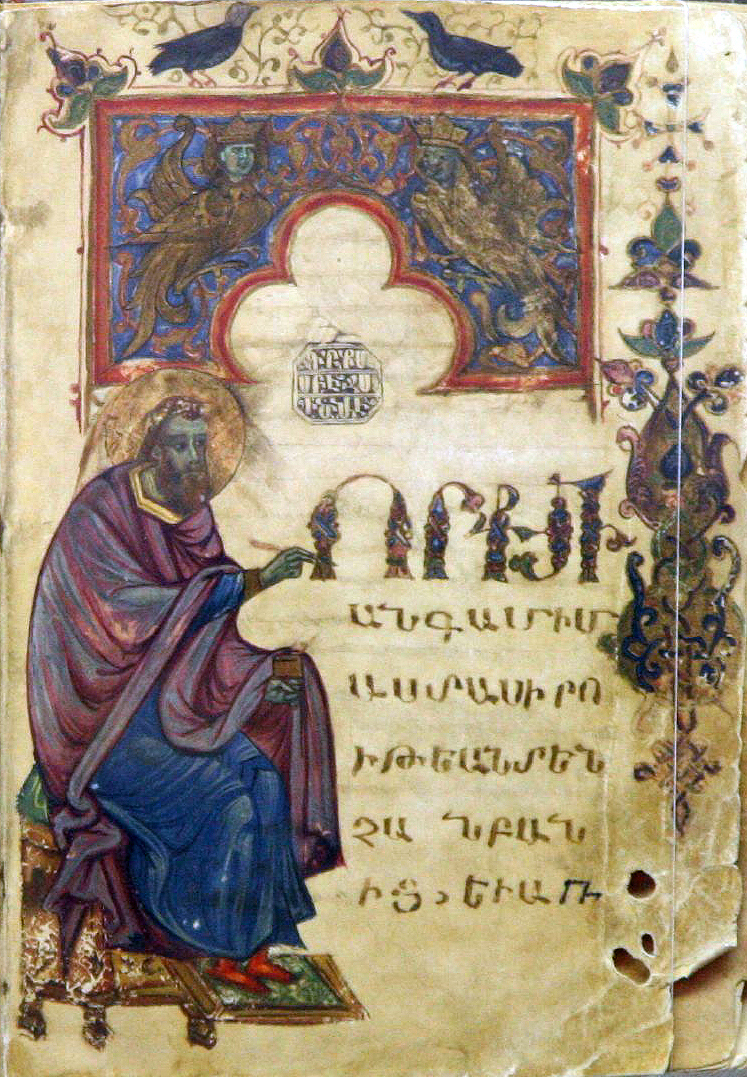
Давид Анахт